# Euphorbia herbstii
Euphorbia herbstii es una especie fanerógama perteneciente a la familia de las euforbiáceas.  Es originaria de Hawái.

## Taxonomía
Euphorbia herbstii fue descrita por (W.L.Wagner) Oudejans y publicado en Phytologia 67: 46. 1989.
Etimología
Euphorbia: nombre genérico que deriva del médico griego del rey Juba II de Mauritania (52 a 50 a. C. - 23), Euphorbus, en su honor – o en alusión a su gran vientre –  ya que usaba médicamente Euphorbia resinifera. En 1753 Carlos Linneo asignó el nombre a todo el género.
herbstii: epíteto otorgado en honor del  botánico estadounidense Derral Raymon Herbst (1934-) estudioso de la flora de las islas Hawái.
Sinonimia
- Chamaesyce herbstii W.L.Wagner	[5][6]